# Othreis bilineosa
Othreis bilineosa là một loài bướm đêm trong họ Erebidae.